# Moses Mendelssohn
Moses Mendelssohn (6. září 1729 Dessau – 4. ledna 1786 Berlín) byl židovský učenec a filosof, průkopník židovského osvícenství (haskala).

## Život
Narodil se v chudé rodině písaře, kromě mateřské řeči jidiš se naučil hebrejsky a brzy začal se studiem Talmudu. V deseti letech nastoupil do třídy desavského rabína Fränkela, vydavatele knihy Průvodce bloudících středověkého židovského filosofa Maimonida, kterou Mendelssohn brzy přečetl. Roku 1743 se s rabínem Fränkelem přestěhoval do Berlína, kde se živil kondicemi a naučil se německy, latinsky i francouzsky. Roku 1754 nastoupil jako účetní do textilní firmy otce jednoho ze svých žáků a seznámil se s básníkem a filosofem Lessingem, který mu pomohl publikovat první spis a seznámil ho s vydavatelem časopisu Briefe Friedrichem Nikolaiem.
Mendelssohn se stal vlivným kritikem německé literatury a roku 1762 se oženil s F. Gugenheimovou, s níž měl deset dětí. Roku 1763 získal první cenu Královské pruské akademie (před I. Kantem) a roku 1767 vydal dialog Faidon – modernizovanou verzi Platónova dialogu o nesmrtelnosti duše. Mendelssohn se tak přiklonil k osvícenskému a racionálnímu chápání náboženství a velmi se zasazoval o náboženskou toleranci.
Roku 1770 ho švýcarský protestantský farář Johann Kaspar Lavater veřejně vyzval, aby buď křesťanství vyvrátil, anebo se stal křesťanem. Z následující dlouhé polemiky se Mendelssohn zhroutil a věnoval se pak jen překládání Tóry. Jeho německý překlad, tištěný hebrejskými písmeny vedle originálu, který měl pomoci Židům, aby se naučili německy, vyšel v letech 1780–1783. I jinak se Mendelssohn věnoval zlepšení společenského postavení Židů a v knize Jeruzalém čili o náboženské moci a židovství (1786) hájil jednak náboženskou toleranci, jednak závaznost židovského zákona i pro křesťany.
Roku 1779 zvěčnil Lessing přítele Mendelssohna ve slavném dramatu Nathan moudrý. Když roku 1781 už mrtvého Lessinga nařkl Friedrich Heinrich Jacobi ze „spinozismu“ a tedy atheismu, napsal Mendelssohn jako své poslední dílo obranu Lessingovu. Mendelssonův syn Josef založil velký bankovní dům Mendelssohn, dcera Dorothea se provdala za romantického filosofa Friedricha Schlegela a v rodině mladšího syna Abrahama se narodil významný hudební skladatel Felix Mendelssohn-Bartholdy.